# Liste der Kulturdenkmale in Ralbitz-Rosenthal

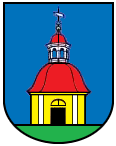
Wappen

In der Liste der Kulturdenkmale in Ralbitz-Rosenthal sind die Kulturdenkmale der sächsischen Gemeinde Ralbitz-Rosenthal verzeichnet, die bis Juni 2017 vom Landesamt für Denkmalpflege Sachsen erfasst wurden. Archäologische Kulturdenkmale finden sich in der Liste der Bodendenkmale in Ralbitz-Rosenthal. Die Anmerkungen sind zu beachten.
Diese Liste ist eine Teilliste der Liste der Kulturdenkmale im Landkreis Bautzen.

## Cunnewitz
| Bild                                    | Bezeichnung | Lage                                            | Datierung                                                       | Beschreibung | ID       |
| --------------------------------------- | --- | ----------------------------------------------- | --------------------------------------------------------------- | --- | -------- |
| Direkt Bild zu diesem Denkmal hochladen | Wegestein | Dorfstraße (Ecke Königswarthaer Straße) (Karte) | 19. Jahrhundert                                                 | Verkehrsgeschichtlich von Bedeutung, Granitstele mit flachpyramidalem Abschluss, erneuerte Beschriftung: Ortsangaben, Kilometerangaben, Richtungsweiser | 09275914 |
|                                         | Katholische Kapelle Cunnewitz und Bildstock                                                                                 | Dorfstraße (Osterreiterweg) (Karte)             | Ende 19. Jahrhundert (Kapelle); bezeichnet mit 1762 (Bildstock) | Gelber Klinkerbau, bau- und regionalgeschichtlich von Bedeutung, Kapelle mit kleinem Glockenturm, barocke Betsäule (Granit) mit Tabernakelaufsatz mit figürlichen Darstellungen und Kreuzbekrönung, bezeichnet mit 1762 | 09275911 |
| Direkt Bild zu diesem Denkmal hochladen | Südlich an das Wohnhaus angebautes Seitengebäude                                                                            | Dorfstraße 7 (Karte)                            | 1. Hälfte 19. Jahrhundert                                       | Seitengebäude Obergeschoss Fachwerk, baugeschichtlich von Bedeutung, Abbruchgenehmigung für Scheune 1997 | 09275910 |
| Direkt Bild zu diesem Denkmal hochladen | Westliches Wohnstallhaus (Umgebinde), östliches Seitengebäude und Einfriedung eines ehemaligen Dreiseithofes sowie Betkreuz | Dorfstraße 9 (Karte)                            | Nach 1800 (Wohnstallhaus); bezeichnet mit 1876 (Betkreuz)       | Westliches Wohnstallhaus Obergeschoss Fachwerk, östliches Seitengebäude Obergeschoss Fachwerk mit Laubengang und Einfriedung mit glasierten Klinkerformziegeln, Betkreuz: Kruzifix mit Bezeichnung „Malke“, baugeschichtlich, hausgeschichtlich, ortsbildprägend und regionalgeschichtlich von Bedeutung. Erstes Wohnstallhaus Giebel in drei Etagen verbrettert, voneinander abgesetzte Abschnitte. Betkreuz: quadratische Sockelplatte, darauf monolithischer, teilweise profilierter hochrechteckiger Quader (Granit) mit straßenseitiger Bezeichnung, profilierter Kämpferstein und schmiedeeisernes Kreuz, steinerner Aufbau hinten abgeplattet. | 09275909 |
|                                         | Wohnstallhaus eines Bauernhofes und Betkreuz                                                                                | Dorfstraße 12 (Karte)                           | Um 1850 (Wohnstallhaus); bezeichnet mit 1867 (Betkreuz)         | Obergeschoss Fachwerk, Betkreuz schmiedeeisernes Kruzifix auf profiliertem Sockel, baugeschichtlich, ortsbildprägend und regionalgeschichtlich von Bedeutung | 09275912 |
| Direkt Bild zu diesem Denkmal hochladen | Nördliches Wohnstallhaus eines Bauernhofes und Betkreuz                                                                     | Dorfstraße 13 (Karte)                           | Um 1850 (Wohnstallhaus); bezeichnet mit 1876 (Betkreuz)         | Wohnstallhaus Obergeschoss und Giebel Fachwerk, baugeschichtlich, ortsbildprägend und regionalgeschichtlich von Bedeutung. Kruzifix mit Steinsockel (Granit) und figürlichem schmiedeeisernem Aufsatz (Maria im Rosenhag, von Rosenkranz umrahmt) und Figur des Gekreuzigten (4-Nagel-Typus). | 09275906 |
| Direkt Bild zu diesem Denkmal hochladen | Schule | Dorfstraße 15 (Karte)                           | 2. Hälfte 19. Jahrhundert                                       | Putzbau über annähernd quadratischem Grundriss, Granitportal, Walmdach, baugeschichtlich und ortsgeschichtlich von Bedeutung, Sandsteingewände | 09275905 |
| Direkt Bild zu diesem Denkmal hochladen | Östliches Seitengebäude eines Dreiseithofes                                                                                 | Dorfstraße 16 (Karte)                           | 2. Hälfte 19. Jahrhundert                                       | Schlichter Putzbau mit Drempel und drei Rundbogenfenstern im Giebel, baugeschichtlich und sozialgeschichtlich von Bedeutung, drei rundbogige Fenster im Giebel | 09275913 |
| Direkt Bild zu diesem Denkmal hochladen | Betkreuz | Dorfstraße 19 (vor) (Karte)                     | Bezeichnet mit 1881                                             | Schmiedeeisernes Kruzifix auf profiliertem Sockel, regionalgeschichtlich von Bedeutung, auf quadratischer Sockelplatte monolithischer Aufsatz als Postament für schmiedeeisernen Aufsatz (am Fuße des Kreuzes Johannes der Täufer), Figur des Gekreuzigten (4-Nagel-Typus) | 09303590 |
| Direkt Bild zu diesem Denkmal hochladen | Betkreuz | Dorfstraße 20 (vor) (Karte)                     | Bezeichnet mit 1868                                             | Kruzifix mit Inschrift „Errichtet durch die Gemeinde Cunnewitz“, regionalgeschichtlich von Bedeutung, quadratischer Sockel auf Grundplatte, darauf hochrechteckig – Quader mit straßenseitiger Inschrift, profilierter Kämpferstein und schmiedeeisernes Kreuz (3-Nagel-Typus), steinerner Aufbau hinten abgeplattet | 09303587 |
| Direkt Bild zu diesem Denkmal hochladen | Westlicher Gasthof (Nr. 22) sowie östliches Seitengebäude mit anschließender Kumthalle (Nr. 20)                             | Dorfstraße 20, 22 (Karte)                       | Um 1850                                                         | Gasthof heute Vereinshaus, Putzbauten mit Satteldach, baugeschichtlich und ortsgeschichtlich von Bedeutung. Gasthof (Nummer 22 laut ALK-Eintrag): zweigeschossiger massiver Baukörper mit originalem Türstock (Granit), drei große Rundbogenfenster (Saal) sowie im Giebel, schön gesprosste Oberlichter, über der Tür Inschriftentafel „Mit Gott erbaut durch Jacob Scholze .E.G.B. 1873“. Kumthalle (Nummer 20 laut ALK-Eintrag): mit segmentbogigen Öffnungen und Granitsäule. Insgesamt geschlossenes Ensemble, zum Teil saniert mit nicht dem Original entsprechenden Materialien.                                                               | 09275907 |
| Direkt Bild zu diesem Denkmal hochladen | Betkreuz | Dorfstraße 28 (Karte)                           | Bezeichnet mit 1911                                             | Kruzifix mit sehr aufwändigem figürlichem Aufsatz, regionalgeschichtlich und künstlerisch von Bedeutung, neuerer Sockel (Granit) und sehr aufwändiger Kruzifix-Aufsatz, schmiedeeiserne Ausführung, zwei Figuren unterm Kreuz (Jünger) und Figur des Gekreuzigten (4-Nagel-Typus) | 09303589 |
|                                         | Betkreuz | Osterreiterweg 4 (vor) (Karte)                  | Bezeichnet mit 1902                                             | Regionalgeschichtlich und künstlerisch von Bedeutung, steinernes Postament mit Reliefdarstellung Lamm Gottes in geschwungenem Aufsatz, an steinernem Kreuz Figur des Gekreuzigten (3-Nagel-Typus) | 09303591 |
|                                         | Südliches Seitengebäude eines ehemaligen Dreiseithofes, Einfriedungsmauer mit Toreinfahrt und Pforte sowie Betkreuz         | Osterreiterweg 10 (Karte)                       | 19. Jahrhundert (Seitengebäude); um 1905 (Betkreuz)             | Seitengebäude Obergeschoss Fachwerk, Giebel verschiefert, Betkreuz: Kruzifix mit Relief des Abendmahls und aufwändigem Kreuzaufsatz, baugeschichtlich, sozialgeschichtlich und regionalgeschichtlich von Bedeutung. Betkreuz: steinernes Postament mit Relief der Abendmahlsdarstellung (inschriftlich bezeichnet) in segmentbogigem Aufsatz, darauf schmiedeeiserner Kreuzaufsatz mit drei Figuren am Fuße des Kreuzes, kreisrundes Medaillon mit Inschrift und Figur des Gekreuzigten (3-Nagel-Typus). | 09275916 |
|                                         | Betkreuz | Osterreiterweg 13 (gegenüber) (Karte)           | Bezeichnet mit 1843                                             | Regionalgeschichtlich von Bedeutung, auf quadratischer Sockelplatte erhebt sich monolithisches Postament nach oben sich verjüngend mit flachkuppelartigem Abschluss, darauf schmiedeeiserner Kreuzaufsatz mit Inschriftentafel „Das Leiden und Sterben Christi“ und Figur des Gekreuzigten (Guss) | 09303593 |
| Direkt Bild zu diesem Denkmal hochladen | Südliches Stallgebäude und Hofeinfahrt                                                                                      | Osterreiterweg 14 (Karte)                       | 2. Hälfte 19. Jahrhundert                                       | Putzbau mit zwei Rundbogenfenstern im Giebel und Satteldach, Hofeinfahrt drei gemauerte Pfeiler, baugeschichtlich und sozialgeschichtlich von Bedeutung | 09275917 |

## Gränze
| Bild                                    | Bezeichnung                                                                                                | Lage                               | Datierung                                                                                    | Beschreibung | ID       |
| --------------------------------------- | --- | ---------------------------------- | -------------------------------------------------------------------------------------------- | --- | -------- |
|                                         | Bildstock                                                                                                  | (200 m nördlich des Ortes) (Karte) | Bezeichnet mit 1763                                                                          | Rechteckiger Sockel, toskanischer Säulenschaft, Reliefs im Aufsatz: Christus am Kreuz mit Maria und Johannes, Sebastian, Barbara, Maria mit Jesuskind, regionalgeschichtlich von Bedeutung | 09228274 |
|                                         | Kreuzstein                                                                                                 | (bei Ortseinfahrt) (Karte)         | 15.–17. Jahrhundert                                                                          | Steinkubus mit eingemeißeltem griechischen Kreuz sowie Fleischerbeil, ortsgeschichtlich von Bedeutung, ca. 60 cm hoch | 09228248 |
|                                         | Bildstock                                                                                                  | Am Teichdamm 2 (bei) (Karte)       | Sockel bezeichnet mit 1759                                                                   | Granit, profilierter Sockel, über Abakus Sandsteinpostament mit vier Passionsszenen, regionalgeschichtlich von Bedeutung, zwei Kreuzigungsszenen, Pietà und Kreuztragung | 09228239 |
|                                         | Östliches Wohnstallhaus eines Dreiseithofes                                                                | Am Teichdamm 6 (Karte)             | Um 1800                                                                                      | Obergeschoss Fachwerk verbrettert, typisches sächsisches Bauernhaus, weitgehend ursprünglich erhalten, baugeschichtlich von Bedeutung, Fenster Obergeschoss Originalgröße, im Erdgeschoss vergrößert | 09228246 |
| Direkt Bild zu diesem Denkmal hochladen | Wohnstallhaus mit integrierter Scheune (Nr. 9) und Seitengebäude mit Durchfahrt (Nr. 11) eines Bauernhofes | Am Teichdamm 9, 11 (Karte)         | 1. Hälfte 17. Jahrhundert (Wohnstallhaus); um 1800 (Seitengebäude)                           | Wohnstallhaus Obergeschoss Fachwerk, Andreaskreuze, Giebelseite verbrettert, Seitengebäude aus Feldsteinen, baugeschichtlich, hausgeschichtlich und ortsbildprägend von Bedeutung, Winterfenster, Fenster in Originalgröße, womöglich Ende 19. Jahrhundert neuer Dachstuhl, abgewandte Längsseite verändert | 09228242 |
|                                         | Betkreuz                                                                                                   | Am Teichdamm 10 (vor) (Karte)      | Bezeichnet mit 1899                                                                          | Schmiedeeisernes Kruzifix, schwarz-gold gefasst, auf profiliertem Granitsockel, regionalgeschichtlich von Bedeutung, bezeichnet mit „M. Janka. 1899“ | 09228243 |
|                                         | Wohnstallhaus und Scheune eines Zweiseithofes sowie Betkreuz                                               | Am Teichdamm 18 (Karte)            | 1. Hälfte 17. Jahrhundert (Wohnstallhaus); um 1800 (Scheune); bezeichnet mit 1868 (Betkreuz) | Wohnstallhaus Obergeschoss Fachwerk, Andreaskreuze, Giebel verbrettert, in hohem Maße ursprünglich erhalten, Scheune ebenfalls mit Kreuzstreben-Fachwerk, Betkreuz: Kruzifix auf einfachem Granitsockel (bemalt), baugeschichtlich, hausgeschichtlich, ortsbildprägend und regionalgeschichtlich von Bedeutung, Fenster weitgehend ursprünglich erhalten, bis 2012 irrtümlich unter Am Teichdamm 16 in der Denkmalliste | 09228245 |

## Laske
| Bild                                    | Bezeichnung                                                              | Lage                                                               | Datierung           | Beschreibung | ID       |
| --------------------------------------- | ------------------------------------------------------------------------ | ------------------------------------------------------------------ | ------------------- | --- | -------- |
|                                         | Bildstock                                                                | (Am Ostrand des Lasker Auwaldes, am Kirchweg nach Ralbitz) (Karte) | Bezeichnet mit 1770 | Quaderförmiger Sockel, darüber toskanischer Säulenschaft, Aufsatz mit vier Heiligenreliefs, regionalgeschichtlich von Bedeutung | 09228298 |
| Direkt Bild zu diesem Denkmal hochladen | Südliches Wohnstallhaus und östliche Scheune eines Gehöfts               | Am Auenwald 1 (Karte)                                              | Um 1800             | Wohnstallhaus Obergeschoss Fachwerk, zum Teil verbrettert, Fachwerkscheune, mit Haus Am Klosterwasser 4 einzig erhaltenes Fachwerkhaus im Ort Fenster gesprosst und in Originalgröße (Obergeschoss), im Erdgeschoss leicht verändert                                                                        | 09228271 |
|                                         | Betkreuz                                                                 | Am Klosterwasser (nordöstlich des Teiches) (Karte)                 | Bezeichnet mit 1840 | Älteres Kruzifix auf spätklassizistischem Granitsockel, regionalgeschichtlich von Bedeutung, Inschrift: B.G.A.M. | 09228272 |
|                                         | Försterei des Klosters Marienstern; Herrenhaus eines ehemaligen Vorwerks | Am Klosterwasser 2 (Karte)                                         | Um 1860             | Massiver, zweigeschossiger Putzbau mit Drempel und sechs Fledermausgaupen, Zwillingsfenster im Giebel, ortsbildbestimmende Anlage, baugeschichtlich und ortsgeschichtlich von Bedeutung, bis 1616 Rittergut, danach Vorwerk, weitgehend originale Kubatur und Proportionen, im Erdgeschoss Gewölbe erhalten | 09228268 |
| Direkt Bild zu diesem Denkmal hochladen | Wohnhaus (Umgebinde) und Scheune eines Gehöfts                           | Am Klosterwasser 4 (Karte)                                         | Um 1800             | Wohnhaus zwei Joche Umgebinde, Fachwerk im Erd- und Obergeschoss, Fachwerkscheune, baugeschichtlich von Bedeutung, Giebelseite stark verändert, Fenster jedoch weitgehend in Originalgröße erhalten | 09228269 |
|                                         | Bildstock                                                                | Am Klosterwasser 9 (bei) (Karte)                                   | 18. Jahrhundert     | Hoher Sockel, toskanischer Säulenschaft mit Sandsteinkubus, Aufsatz aus Sandstein mit vier Reliefdarstellungen biblischer Szenen und Figuren, regionalgeschichtlich von Bedeutung, Abgebildet: Hl. Georg, Maria mit Kind, Kreuzigung, vierte Seite nicht identifizierbar                                    | 09228270 |
|                                         | Betkreuz                                                                 | Am Klosterwasser 15 (bei) (Karte)                                  | Bezeichnet mit 1893 | Schmiedeeisernes Kruzifix auf profiliertem Granitsockel, regionalgeschichtlich von Bedeutung | 09228267 |
| Direkt Bild zu diesem Denkmal hochladen | Teichständer                                                             | vor Am Klosterwasser 23 (am Dorfteich) (Karte)                     | Bezeichnet mit 1842 | Technikgeschichtlich von Bedeutung | 09228273 |

## Naußlitz
| Bild | Bezeichnung                                | Lage                      | Datierung            | Beschreibung                                                                                           | ID       |
| ---- | ------------------------------------------ | ------------------------- | -------------------- | --- | -------- |
|      | Kapelle                                    | (Karte)                   | Ende 18. Jahrhundert | Mit spätbarocken Heiligenplastiken, regionalgeschichtlich von Bedeutung                                | 09227212 |
|      | Wegestein                                  | Delanska 12 (vor) (Karte) | 19. Jahrhundert      | Verkehrsgeschichtlich von Bedeutung, Natursteinstele, sich nach oben verjüngend, pyramidaler Abschluss | 09304309 |
|      | Wohnstallhaus (Umgebinde) eines Bauernhofs | Mühlweg 4 (Karte)         | Nach 1800            | Obergeschoss Fachwerk, teils Umgebinde, Giebel verbrettert, baugeschichtlich von Bedeutung             | 09275919 |

## Neuschmerlitz
| Bild                                    | Bezeichnung | Lage                   | Datierung           | Beschreibung                                      | ID       |
| --------------------------------------- | ----------- | ---------------------- | ------------------- | ------------------------------------------------- | -------- |
| Direkt Bild zu diesem Denkmal hochladen | Betkreuz    | Buschschänke 1 (Karte) | Bezeichnet mit 1872 | Granitsockel, regionalgeschichtlich von Bedeutung | 09228263 |

## Ralbitz
| Bild                                    | Bezeichnung                                                           | Lage                        | Datierung                                                        | Beschreibung | ID       |
| --------------------------------------- | --------------------------------------------------------------------- | --------------------------- | ---------------------------------------------------------------- | --- | -------- |
|                                         | Dreifaltigkeitssäule; Bildstock                                       | Dorfplatz (Karte)           | Um 1750                                                          | Granitsäule auf Postament mit Schrein mit heiliger Dreifaltigkeit, regionalgeschichtlich von Bedeutung | 09275922 |
|                                         | Betkreuz                                                              | Dorfplatz (Karte)           | Um 1900                                                          | Granitsäule mit Eisenkruzifix, regionalgeschichtlich von Bedeutung | 09275920 |
|                                         | Betkreuz                                                              | Dorfplatz 4 (bei) (Karte)   | Bezeichnet mit 1866                                              | Kruzifix auf Granitpostament, regionalgeschichtlich von Bedeutung | 09275929 |
|                                         | Wohnhaus eines Bauernhofs                                             | Dorfplatz 6 (Karte)         | Um 1850                                                          | Baugeschichtlich von Bedeutung, Krüppelwalmdach | 09275921 |
| Weitere Bilder                          | Friedhof Ralbitz (Sachgesamtheit)                                     | Hauptstraße (Karte)         | Kirche bezeichnet mit 1757                                       | Sachgesamtheit Friedhof Ralbitz mit folgendem Einzeldenkmal: Kirche (siehe Obj. 09300547) sowie Bildstock, Gräber mit zahlreichen weiß gestrichenen Holzkreuzen und Friedhofsmauer als Sachgesamtheitsteile; orts- und sozialgeschichtliche Bedeutung. Sachgesamtheitsteile in der Sachgesamtheit: Friedhofsmauer, Grabanlage mit zahlreichen weiß gestrichenen Holzkreuzen in gleichmäßiger Anordnung. Friedhof geprägt von zahlreichen, gleichmäßig angeordneten, weiß gestrichenen Holzkreuzen als einheitliche Anlage und Zeugnis sorbischer Traditionspflege, Kreuze mit ornamental gestalteten Schmuckmotiven, überwiegend sorbischen Inschriften auf ovalen Tafeln am vertikalen Kreuzstab und kleiner Figur des Gekreuzigten über der Inschrifttafel, „Friedhof der weißen Holzkreuze“, folgt der Philosophie: So unterschiedlich das Leben der Menschen auch verlaufen mag, im Tode sind alle gleich. Unabhängig von Stand, finanziellen Möglichkeiten und irdischen Befindlichkeiten sind Gräber alle nach einheitlichen Prinzipien gestaltet. Eben diese Anordnung und sorbische Trauerfarbe Weiß und Material des vergänglichen „toten Holzes“ strahlt Würde, Ruhe und Hoffnung aus. Tradition seit Anfang 19. Jahrhundert nachweisbar. Holzkreuze mit goldenem Korpus bis 1966 von Ralbitzer Tischlern gefertigt, seitdem von Werkstatt Nikolaus Dyrlich in Neudörfel. Alle Verstorbenen, auch aus umliegenden Dörfern, werden in Einzel- und Reihengräbern beigesetzt. Zu besonderen Festtagen, z. B. Osterreiten oder Fronleichnam verläuft Prozession über Friedhof, die Verstorbenen werden gegrüßt und Auferstehung verkündet. Ungefähr insgesamt 400 Gräber (einschließlich Kindergräber!). | 09275935 |
| Weitere Bilder                          | Kirche (Einzeldenkmal zu ID-Nr. 09300945)                             | Hauptstraße (Karte)         | Bezeichnet mit 1757                                              | Einzeldenkmal der Sachgesamtheit Friedhof Ralbitz (siehe Obj. 09275935); baugeschichtlich und ortsgeschichtlich von Bedeutung. Kreuzigungsdarstellung auf der Granitstele: Sandsteinabguss des originalen Kopfstücks aus Oßling, Ortsteil Milstrich, Mittelstraße Nummer 3 (gegenüber). Kirche: bezeichnet in Kartusche, schlichter Innenraum. Kath. Pfarrkirche St. Katharina. Schmucklose Saalkirche, 1752 erbaut, 1906 Erneuerung und weitgehende Beseitigung der barocken Ausstattung. Nach Kriegszerstörung 1945 Wiederaufbau in vereinfachten Formen. Über dem Westportal das Sandsteinwappen der Äbtissin des Klosters Marienstern (e Panschwitz-Kuckau) Josefa Elger, 1752. | 09300547 |
|                                         | Betkreuz                                                              | Hauptstraße 1 (bei) (Karte) | 1874                                                             | Kruzifix auf Granitpostament, regionalgeschichtlich von Bedeutung | 09275926 |
| Direkt Bild zu diesem Denkmal hochladen | Wohnstallhaus eines Bauernhofs                                        | Hauptstraße 3 (Karte)       | Bezeichnet mit 1862                                              | Bezeichnet im Türsturz, baugeschichtlich von Bedeutung, Bruchstein, Granitgewände, Putzbänder, Gauben | 09275925 |
| Direkt Bild zu diesem Denkmal hochladen | Wohnhaus eines Bauernhofs                                             | Hauptstraße 5 (Karte)       | Um 1850                                                          | Baugeschichtlich von Bedeutung, Bruchstein, Granitgewände | 09275924 |
| Direkt Bild zu diesem Denkmal hochladen | Scheune mit flacherem Anbau eines Bauernhofs, dazu Betkreuz im Garten | Hauptstraße 7 (Karte)       | Um 1850                                                          | Baugeschichtlich und regionalgeschichtlich von Bedeutung, Bruchstein, verputzt, Granitgewände | 09275923 |
|                                         | Relief an Giebelwand eines Nebengebäudes                              | Hauptstraße 9 (Karte)       | Bezeichnet mit 1804                                              | künstlerisch von Bedeutung | 09275927 |
| Direkt Bild zu diesem Denkmal hochladen | Wohnhaus eines Bauernhofs                                             | Hauptstraße 12 (Karte)      | 1860er Jahre                                                     | Baugeschichtlich von Bedeutung, profilierte Fenstergewände, Drempelgeschoss, Walmdach | 09275928 |
|                                         | Wohnhaus, Scheune und Seitengebäude eines Bauernhofs, dazu Betkreuz   | Hauptstraße 13 (Karte)      | 2. Hälfte 19. Jahrhundert                                        | Bau- und sozialgeschichtlich sowie regionalgeschichtlich von Bedeutung, alles massive Bauten, laut ALK-Daten besitzt der Hof heute die Hausnummer 13 (die heutige Nummer 11 ist ein benachbarter Neubau) | 09275931 |
|                                         | Einfriedung und Betkreuz eines Bauernhofs                             | Hauptstraße 15 (Karte)      | Um 1900                                                          | Regionalgeschichtlich von Bedeutung, Einfriedung Klinkerformziegel, Betkreuz Granitsockel mit schmiedeeisernem Aufsatz Kreuz mit Korpus Christi, ovaler Schrifttafel und Marienstatue, Einfriedungspfeiler nach teilweisem Einsturz als Denkmale gestrichen | 09275932 |
|                                         | Pfarrhaus mit Hofmauer und Torbogen                                   | Hauptstraße 17 (Karte)      | Bezeichnet mit 1903                                              | Ortsgeschichtlich von Bedeutung, Granitsockel und Sandsteinprofile, Spitzbogenfenster mit Profilen, Mittelrisalit mit Giebel | 09275934 |
| Direkt Bild zu diesem Denkmal hochladen | Scheune eines Bauernhofes                                             | Hauptstraße 22 (Karte)      | 2. Hälfte 19. Jahrhundert                                        | Baugeschichtlich und wirtschaftsgeschichtlich von Bedeutung, massiver Bruchsteinbau, durch Sanierung sehr geglättet | 09275933 |
|                                         | Betkreuz                                                              | Seidau 1 (bei) (Karte)      | 15.–17. Jahrhundert (Steinkreuz); bezeichnet mit 1966 (Betkreuz) | Steinkreuz (Granit) und Kruzifix (Holz), orts- und regionalgeschichtlich von Bedeutung | 09275936 |

## Rosenthal
| Bild                                    | Bezeichnung | Lage                                                      | Datierung                                                     | Beschreibung | ID       |
| --------------------------------------- | --- | --------------------------------------------------------- | ------------------------------------------------------------- | --- | -------- |
| Weitere Bilder                          | Bildstock | (Waldrand, westlich des Ortes) (Karte)                    | Um 1800                                                       | Bauchiger Sockel, darüber toskanischer Säulenschaft, Aufsatz mit vier Heiligenreliefs, regionalgeschichtlich von Bedeutung | 09228295 |
|                                         | Votiv-Kapelle mit Dreiecksgiebel                                                                                                   | (Waldrand westlich des Ortes) (Karte)                     | 19. Jahrhundert                                               | Regionalgeschichtlich von Bedeutung, innen Maria auf Granitsockel | 09228294 |
|                                         | Betkreuz | (150 m nördlich des Ortes) (Karte)                        | Bezeichnet mit 1862                                           | Schmiedeeisernes Kruzifix auf profiliertem Granitsockel, regionalgeschichtlich von Bedeutung | 09228292 |
|                                         | Wegestein | (Ortsausgang Richtung Piskowitz) (Karte)                  | 19. Jahrhundert                                               | Verkehrsgeschichtlich von Bedeutung, schlichte Natursteinstele mit pyramidalem Abschluss | 09228278 |
|                                         | Wohnstallhaus (Umgebinde) | Am Dorfteich 2 (Karte)                                    | Um 1850                                                       | Obergeschoss Fachwerk, Umgebinde ausgemauert, Bestandteil des alten Ortsbildes, baugeschichtlich und sozialgeschichtlich von Bedeutung, Umgebinde links 2/3/0 Joche, Fenster weitgehend original erhalten, Obergeschoss Fachwerk, Giebel verschalt, Längs-Rückseite verändert, bis 2012 irrtümlich unter Am Dorfplatz 1 in der Denkmalliste, laut ALK-Daten Am Dorfplatz 2 | 09228284 |
| Weitere Bilder                          | Bildstock | Am Dorfteich 2 (vor) (Karte)                              | Bezeichnet mit 1682                                           | Hochrechteckiger Sockel, darüber toskanischer Säulenschaft, Aufsatz mit vier Reliefs, darunter Madonna und Kreuzigung, regionalgeschichtlich von Bedeutung, 1994 restauriert, bis Juni 2008 unter Nummer 1 (vor) in der Denkmalliste | 09228283 |
|                                         | Betkreuz | Am Marienbrunnen (Höhe Administratur) (Karte)             | Bezeichnet mit 1824                                           | Kruzifix mit Assistenzfigur auf granitenem Schaft, regionalgeschichtlich von Bedeutung | 09228281 |
|                                         | Marienbrunnen mit überbauter Kapelle, davor Betkreuz                                                                               | Am Marienbrunnen (Karte)                                  | Bezeichnet mit 1908 (Kapelle); bezeichnet mit 1907 (Betkreuz) | Brunnen überbaut mit oktogonaler Kapelle mit Welscher Haube und Laterne, Betkreuz mit Assistenzfigur auf profiliertem Granitsockel, bau- und regionalgeschichtlich von Bedeutung | 09228282 |
|                                         | Betkreuz | Am Marienbrunnen (an der Kirchenmauer, beim Chor) (Karte) | Bezeichnet mit 1904                                           | Kruzifix auf profiliertem Granitsockel, reliefiert, goldgefasst, regionalgeschichtlich von Bedeutung, renoviert 1995, stand bis 2007 ohne Anschrift in der Liste | 09228277 |
|                                         | Betkreuz | Am Marienbrunnen (Zernaer Straße) (Karte)                 | Bezeichnet mit 1974, Säulenschaft älter                       | Kruzifix auf Granitsäule, regionalgeschichtlich von Bedeutung, Postament und gestauchte Säule historische Substanz (herkömmliche Bemalung der Säule mit Weinlaub fehlt), ursprünglich mit schmiedeeisernem Kreuzaufsatz, der drei Figuren (Gekreuzigter, flankiert von zwei Figuren) unter geschweifter Bedachung zeigt. Dieser wurde später durch schlichtes Kreuz mit Corpus Christi und ovaler Schrifttafel ersetzt | 09228280 |
| Weitere Bilder                          | Katholische Wallfahrtskirche Hl. Maria von der Linde mit Kirchhof und Einfriedung sowie Kruzifix und Engelsstatue auf dem Kirchhof | Am Marienbrunnen 9 (Karte)                                | 1778                                                          | Große dreischiffige Hallenkirche, Fassadengliederung durch flache Wandpfeiler und Rundbogenfenster, hohes Walmdach, baugeschichtlich und ortsgeschichtlich von Bedeutung. Mit flachem Chor und Orgelempore, Stichkappengewölbe, außen gegliedert durch Lisenen, Westturm mit Zwiebel und Laterne, innen hölzerne Madonnenfigur 15. Jahrhundert, Einrichtung (Altar, Orgel, Kanzel etc.) einheitlich, wahrscheinlich aus der Nachkriegszeit, Kruzifix auf klassizistischem Granitsockel, Engelsstatue mit Schild und Schwert. | 09228275 |
|                                         | Administratur des Klosters | Am Marienbrunnen 11 (Karte)                               | 1755                                                          | Baugeschichtlich und ortsgeschichtlich von Bedeutung. Breitgelagertes Gebäude mit Walmdach (Dachhäuschen) und dreiecksgegiebeltem, dominanten Mittelrisalit, massiv, zweigeschossig, vier Nischen mit Kreuz und Heiligenfiguren, über der Haustür (Granitgewände) Wappen der Äbtissin. | 09228276 |
| Direkt Bild zu diesem Denkmal hochladen | Seitengebäude | Am Marienbrunnen 15 (Karte)                               | Um 1800                                                       | Obergeschoss Fachwerk, in hohem Maße ursprünglich erhalten, wichtiger Bestandteil des Ortsbildes, baugeschichtlich von Bedeutung, Giebel verbrettert, Fenster gesprosst und in Originalgröße | 09228285 |
|                                         | Betkreuz | Am Marienbrunnen 17 (vor) (Karte)                         | Bezeichnet mit 1847                                           | Kruzifix auf bemaltem Granitsockel, regionalgeschichtlich von Bedeutung, renoviert 1995 | 09228286 |
| Direkt Bild zu diesem Denkmal hochladen | Scheune eines ehemaligen Dreiseithofes                                                                                             | Am Marienbrunnen 25 (Karte)                               | 2. Hälfte 19. Jahrhundert                                     | Singuläres Aussehen im Ortsbild, baugeschichtlich von Bedeutung, Wohnhaus als Denkmal 2006 gestrichen. Scheune: massiv, aus Haustein, mit Granitgewänden und Fledermausgaupen, Rosetten. Streichung Wohnhaus: Authentizität erheblich beeinträchtigt: ehemalige Raumaufteilung vollkommen verändert, Dachstuhl erneuert, neue Plastikfenster, Betonfenstergewände, Wert des Gebäudes an sich zu gering. | 09228289 |
|                                         | Betkreuz | Am Marienbrunnen 25 (neben) (Karte)                       | Bezeichnet mit 1855                                           | Kruzifix auf profiliertem, angestrichenen Granitsockel, regionalgeschichtlich von Bedeutung | 09228290 |
|                                         | Seitengebäude | Am Marienbrunnen 28 (Karte)                               | 1. Hälfte 19. Jahrhundert                                     | Obergeschoss Fachwerk, Bestandteil des alten Ortsbildes, baugeschichtlich von Bedeutung, Giebelseite verschalt, Fenster gesprosst und in Originalgröße | 09228287 |
|                                         | Betkreuz | Am Marienbrunnen 30 (vor) (Karte)                         | Bezeichnet mit 1895                                           | Kruzifix mit Assistenzfigur auf profiliertem Granitsockel, regionalgeschichtlich von Bedeutung | 09228288 |
| Direkt Bild zu diesem Denkmal hochladen | Scheune eines Bauernhofes | Am Marienbrunnen 33 (Karte)                               | Um 1850                                                       | Fachwerkscheune mit Drempel und Andreaskreuzen, im Aussehen des 19. Jahrhunderts weitgehend erhalten, baugeschichtlich und ortsbildprägend von Bedeutung, renoviert | 09228293 |
| Weitere Bilder                          | Bildstock | Am Marienbrunnen 48 (vor) (Karte)                         | Bezeichnet mit 1797                                           | Bauchiger Sockel, darüber toskanischer Säulenschaft, Aufsatz mit vier Reliefs, u. a. Passion, Sebastian, Maria, regionalgeschichtlich von Bedeutung | 09228291 |
| Weitere Bilder                          | Bildstock | Zernaer Straße 17 (gegenüber) (Karte)                     | Bezeichnet mit 1682                                           | Ionische Säule auf hohem Sockel, Kubus mit vier Reliefs, u. a. Kreuzigung, Sebastian, Maria mit Kind, regionalgeschichtlich von Bedeutung, Inschrift: „Diese Eherensail hatt machen laßen Marti Nowack und seine Mutter und seine zwei Brüder Mathie und Blasius zu der Hand Gottes ANNO 1682“ | 09228279 |

## Schmerlitz
| Bild                                    | Bezeichnung                   | Lage                                                  | Datierung           | Beschreibung                                                                                          | ID       |
| --------------------------------------- | ----------------------------- | ----------------------------------------------------- | ------------------- | --- | -------- |
| Direkt Bild zu diesem Denkmal hochladen | Mord- und Sühnekreuz          | (Abzweigung nach Laske) (Karte)                       | 15.–17. Jahrhundert | Mit weiterem eingemeißelten Kreuz, ortsgeschichtlich von Bedeutung                                    | 09228266 |
| Direkt Bild zu diesem Denkmal hochladen | Wegestein                     | Radlubinstraße (Ortsausgang) (Karte)                  | 19. Jahrhundert     | Verkehrsgeschichtlich von Bedeutung, Granit                                                           | 09228261 |
|                                         | Granitsockel eines Betkreuzes | vor Radlubinstraße 3 (Abzweigung nach Laske) (Karte)  | Bezeichnet mit 1860 | Regionalgeschichtlich von Bedeutung, Kruzix neu                                                       | 09228265 |
| Direkt Bild zu diesem Denkmal hochladen | Wegestein                     | bei Radlubinstraße 14 (Ecke Schönauer Straße) (Karte) | 19. Jahrhundert     | Verkehrsgeschichtlich von Bedeutung                                                                   | 09228297 |
|                                         | Betkreuz                      | Schönauer Straße 4 (vor) (Karte)                      | Bezeichnet mit 1859 | Schmiedeeisernes Kruzifix auf schlichtem Granitsockel mit Relief, regionalgeschichtlich von Bedeutung | 09228262 |

## Schönau
| Bild                                    | Bezeichnung | Lage                                            | Datierung                                                                                           | Beschreibung | ID       |
| --------------------------------------- | --- | ----------------------------------------------- | --------------------------------------------------------------------------------------------------- | --- | -------- |
|                                         | Sächsisch-Preußischer Grenzstein: Pilar Nr. 117 sowie 18 Läufersteine                                                                                     | (Flurstück 163) (Karte)                         | Nach 1828                                                                                           | Siehe auch Sachgesamtheitsdokument – Obj. 09305644; vermessungsgeschichtlich und landesgeschichtlich von Bedeutung als Zeitdokument der historischen Grenzziehung zwischen Sachsen und Preußen nach dem Wiener Kongress 1815. Pyramidenstumpf (Grundmaß 53 × 53 cm) aus Granit mit gegenüberliegend eingemeißelter Nummer 117 und Landeskürzel KP/KS direkt auf der Grenzlinie, zugehörig 18 Läufersteine in unregelmäßigen Abständen auf der Grenzlinie. Grenzstein ohne Farbfassung. | 09305455 |
| Direkt Bild zu diesem Denkmal hochladen | Wohnhaus eines Bauernhofs | Fabrikstraße 13 (Karte)                         | 2. Hälfte 19. Jahrhundert                                                                           | Schlichter Putzbau mit Satteldach, baugeschichtlich von Bedeutung, Betongewände, profiliert, Satteldach | 09275937 |
| Weitere Bilder                          | Östliches Herrenhaus über winkligem Grundriss, nordöstliches Wohnhaus, zwei südliche Scheunen sowie drei Wirtschaftsgebäude eines ehemaligen Klostergutes | Reichenstraße 4 (Karte)                         | 17. Jahrhundert (Herrenhaus); Ende 19. Jahrhundert (Wirtschaftsgebäude); 18. Jahrhundert (Wohnhaus) | Herrenhaus breit gelagerter Putzbau mit Walmdach, Wohnhaus Obergeschoss Fachwerk, Krüppelwalmdach mit Fledermausgaupen, Wirtschaftsgebäude mit Stallungen, Scheunen mit Fachwerk im Giebel, baugeschichtlich, ortsgeschichtlich und sozialgeschichtlich von Bedeutung. Hohe Walmdächer mit Gaupen am Wohnhaus. | 09275938 |
| Direkt Bild zu diesem Denkmal hochladen | Wohnstallhaus mit integriertem Wirtschaftsteil | Reichenstraße 5 (Karte)                         | Nach 1800                                                                                           | Obergeschoss Fachwerk, Giebel verschiefert, baugeschichtlich von Bedeutung, ursprünglich erfasst unter Reichenstraße, dann unter Reichstraße | 09275899 |
| Direkt Bild zu diesem Denkmal hochladen | Wohnstallhaus eines Bauernhofes (ohne Fachwerkanbau) sowie Betkreuz                                                                                       | Reichenstraße 7 (Karte)                         | Nach 1800 (Wohnstallhaus); bezeichnet mit 1860 (Betkreuz)                                           | Baugeschichtliche und regionalgeschichtliche Bedeutung. Fachwerkanbau nach Objektbesichtigung als nicht denkmalwürdig eingeschätzt, Streichung. Kruzifix vor dem Wohnstallhaus (-Giebelseite straßenseitig): steinerner Sockel mit schmiedeeisernem Aufsatz, Marienfigur am Fuße des Kreuzes bezeichnet mit 1860. | 09275898 |
| Direkt Bild zu diesem Denkmal hochladen | Wohnstallhaus eines Bauernhofs | Reichenstraße 15 (Karte)                        | Nach 1800                                                                                           | Obergeschoss Fachwerk, Giebel verbrettert, baugeschichtlich von Bedeutung | 09275896 |
|                                         | Betkreuz | Teichstraße (Ecke Wittichenauer Straße) (Karte) | Bezeichnet mit 1902                                                                                 | Profilierter Granitsockel, darüber Kruzifix, regionalgeschichtlich von Bedeutung | 09304310 |
|                                         | Wohnstallhaus eines Bauernhofs | Teichstraße 4 (Karte)                           | Um 1850                                                                                             | Obergeschoss Fachwerk, Giebel Fachwerk, Rückseite verbrettert, baugeschichtlich von Bedeutung | 09275901 |
|                                         | Westliches Wohnstallhaus eines Bauernhofes | Wittichenauer Straße 10 (Karte)                 | Um 1800                                                                                             | Obergeschoss Fachwerk verbrettert, baugeschichtlich von Bedeutung | 09275902 |
| Direkt Bild zu diesem Denkmal hochladen | Südliches Seitengebäude eines Bauernhofs | Wittichenauer Straße 17 (Karte)                 | Um 1850                                                                                             | Obergeschoss Fachwerk, baugeschichtlich und wirtschaftsgeschichtlich von Bedeutung, Erdgeschoss Bruchstein | 09275903 |

## Zerna
| Bild                                    | Bezeichnung                                                           | Lage                                        | Datierung                                                                                                 | Beschreibung | ID       |
| --------------------------------------- | --------------------------------------------------------------------- | ------------------------------------------- | --- | --- | -------- |
| Weitere Bilder                          | Bildstock                                                             | (Östlich des Ortes an der S101) (Karte)     | Bezeichnet mit 1790                                                                                       | Bauchiger Sockel, darüber toskanischer Säulenschaft, Aufsatz mit vier Reliefs, u. a. Hl. Georg, regionalgeschichtlich von Bedeutung | 09304308 |
|                                         | Betkreuz                                                              | (südöstlich des Ortes, im Feld) (Karte)     | Bezeichnet mit 1901                                                                                       | Schmiedeeisernes Kruzifix auf profiliertem Granitsockel, regionalgeschichtlich von Bedeutung, bezeichnet mit „H Jankowa 1901“, sorbische Inschrift am Kruzifix | 09228249 |
|                                         | Östliches Wohnstallhaus eines Bauernhofes                             | Am Dorfplatz 4 (Karte)                      | Um 1900                                                                                                   | Obergeschoss Fachwerk verbrettert, im Giebel Zierverbretterung, rückwärtige Längsseite Sicht-Fachwerk, prägt das Ortsbild an zentraler Stelle mit,baugeschichtlich von Bedeutung, Fenster im Obergeschoss Originalgröße, Biberschwanzdeckung | 09228250 |
| Direkt Bild zu diesem Denkmal hochladen | Betkreuz                                                              | Am Dorfplatz 5 (vor) (Karte)                | Bezeichnet mit 1905                                                                                       | Schmiedeeisernes Kruzifix mit Assistenzfiguren auf profiliertem Granitsockel, sorbische Inschriften, regionalgeschichtlich von Bedeutung | 09228251 |
| Direkt Bild zu diesem Denkmal hochladen | Östliches Wohnstallhaus und drei Granit-Torpfosten                    | Am Sägewerk 3 (Karte)                       | 1. Hälfte 19. Jahrhundert                                                                                 | Wohnstallhaus Obergeschoss Fachwerk, zum großen Teil verbrettert, weitgehend im Aussehen des vorigen Jahrhunderts erhalten, baugeschichtlich von Bedeutung; zumindest Wohnstallhaus abgerissen. Fenster im originalen Aussehen, Biberschwanzdeckung. | 09228256 |
| Direkt Bild zu diesem Denkmal hochladen | Scheune eines Dreiseithofes                                           | Am Sägewerk 5 (Karte)                       | 1. Hälfte 19. Jahrhundert                                                                                 | Wohnstallhaus Obergeschoss Fachwerk, Giebelseite verbrettert, gegenüberliegende Scheune ebenfalls Fachwerk, war einziger im Ort in seiner Dreiseitstruktur erhaltener Hof, baugeschichtlich und wirtschaftsgeschichtlich von Bedeutung, Fenster gesprosst und in Originalgröße, Biberschwanzdeckung. Westliches Wohnstallhaus und Seitengebäude (vor Abriss ebenfalls denkmalgeschützt) zwischen 2014 und 2016 abgerissen.                                                                | 09228257 |
|                                         | Betkreuz                                                              | Am Sägewerk 7 (vor) (Karte)                 | Bezeichnet mit 1867                                                                                       | Schmiedeeisernes Kruzifix auf profiliertem Granitsockel, regionalgeschichtlich von Bedeutung, sorbische Inschrift | 09228258 |
| Direkt Bild zu diesem Denkmal hochladen | Scheune mit winkligem Anbau eines ehemaligen Rittergutes              | Am Sägewerk 9 (Karte)                       | Um 1850                                                                                                   | Gedrungener Bruchsteinbau mit Krüppelwalmdach, Fledermausgaupen, baugeschichtlich und ortsgeschichtlich von Bedeutung, Wohnhaus alte Winterfenster, Granitgewände, Biberschwanzdeckung auf beiden Dächern, Abbruch des Wohnhauses 2012 festgestellt | 09228259 |
|                                         | Betkreuz                                                              | Kamenzer Straße (Ecke Zur Schmiede) (Karte) | Bezeichnet mit 1862                                                                                       | Kruzifix auf einfachem Granitsockel, regionalgeschichtlich von Bedeutung | 09228253 |
|                                         | Betkreuz                                                              | Kamenzer Straße 29 (gegenüber) (Karte)      | Bezeichnet mit 1844                                                                                       | Kruzifix auf bemaltem Granitsockel, regionalgeschichtlich von Bedeutung | 09228252 |
|                                         | Schmiede, Wohnhaus und Torbogen eines Schmiedeanwesens sowie Betkreuz | Zur Schmiede 7 (Karte)                      | Bezeichnet mit 1787 (Wohnhaus); Türgewände bezeichnet mit 1824 (Wohnhaus); bezeichnet mit 1836 (Betkreuz) | Wohnhaus Obergeschoss Fachwerk, Schmiede Obergeschoss Fachwerk, im Giebel beide Gebäude mit strahlenförmiger Fachwerkkonstruktion, Granittürgewände, Häuser verbunden durch fränkisches Tor, Betkreuz schmiedeeisernes Kruzifix auf klassizistischem Granitsockel, im Ort ursprünglich erhaltenes Ensemble, baugeschichtlich, ortsgeschichtlich, ortsbildprägend und regionalgeschichtlichvon Bedeutung, Fenster gesprosst und in Originalgröße, Biberschwanzdeckung, dritte Seite Neubau | 09228254 |

## Tabellenlegende
- Bild: Bild des Kulturdenkmals, ggf. zusätzlich mit einem Link zu weiteren Fotos des Kulturdenkmals im Medienarchiv Wikimedia Commons. Wenn man auf das Kamerasymbol klickt, können Fotos zu Kulturdenkmalen aus dieser Liste hochgeladen werden:
- Bezeichnung: Denkmalgeschützte Objekte und ggf. Bauwerksname des Kulturdenkmals
- Lage: Straßenname und Hausnummer oder Flurstücknummer des Kulturdenkmals. Die Grundsortierung der Liste erfolgt nach dieser Adresse. Der Link (Karte) führt zu verschiedenen Kartendiensten mit der Position des Kulturdenkmals. Fehlt dieser Link, wurden die Koordinaten noch nicht eingetragen. Sind diese bekannt, können sie über ein Tool mit einer Kartenansicht einfach nachgetragen werden. In dieser Kartenansicht sind Kulturdenkmale ohne Koordinaten mit einem roten bzw. orangen Marker dargestellt und können durch Verschieben auf die richtige Position in der Karte mit Koordinaten versehen werden. Kulturdenkmale ohne Bild sind an einem blauen bzw. roten Marker erkennbar.
- Datierung: Baubeginn, Fertigstellung, Datum der Erstnennung oder grobe zeitliche Einordnung entsprechend des Eintrags in der sächsischen Denkmaldatenbank
- Beschreibung: Kurzcharakteristik des Kulturdenkmals entsprechend des Eintrags in der sächsischen Denkmaldatenbank, ggf. ergänzt durch die dort nur selten veröffentlichten Erfassungstexte oder zusätzliche Informationen
- ID: Vom Landesamt für Denkmalpflege Sachsen vergebene, das Kulturdenkmal eindeutig identifizierende Objekt-Nummer. Der Link führt zum PDF-Denkmaldokument des Landesamtes für Denkmalpflege Sachsen. Bei ehemaligen Kulturdenkmalen können die Objektnummern unbekannt sein und deshalb fehlen bzw. die Links von aus der Datenbank entfernten Objektnummern ins Leere führen. Ein ggf. vorhandenes Icon  führt zu den Angaben des Kulturdenkmals bei Wikidata.

## Ausführliche Denkmaltexte
1. ↑  Dehio – Handbuch der deutschen Kunstdenkmäler / Sachsen Band 1:

Kath. Wallfahrtskirche Hl. Maria von der Linde. Große, weithin sichtbare Hallenkirche. Spätestens seit dem 16. Jahrhundert Wallfahrtsort. Seit 1754 unter dem Patronat der Zisterzienserabtei Marienstern (Panschwitz-Kuckau). Der heutige Bau von 1778. 1945 brannte die Kirche aus. Beim Wiederaufbau wurden die Sakristeien aus den östlichen Seitenschiffjochen an die Außenmauern verlegt. Die Fassaden durch flache Wandpfeiler gegliedert mit Rundbogenfenstern über breitem Gurtgesims. Hohes Walmdach, mächtiger quadratischer Westturm mit stark geschwungener Haube und Laterne. Großräumige dreischiffige Halle von fünf Jochen, tonnengewölbt mit Stichkappen, auf kräftigen Kreuzpfeilern. Im Westjoch Orgelempore. Der Altar, der das Gnadenbild, eine kleine Marienstatue, aus der 2. Hälfte des 15. Jahrhunderts birgt, ist aus Teilen eines spätbarocken Altars aus dem Kloster Marienthal (Ostritz-Marienthal, Kreis Löbau-Zittau) zusammengefügt. Predella mit seitlichen Voluten, darüber durch Pfeiler mit Blattgehängen gegliederter Aufbau. Seitlich in Nischen große gefasste Holzfiguren der hll. Benedikt und Bernhard, darüber stark bewegter Aufsatz mit Kruzifix und Taube. Kanzel, nach 1945, in barockisierenden Formen. Tabernakel, nach 1700, von dem Bautzener Bildhauer Georg Vater, an der Ostwand des südlichen Seitenschiffes. Schreinartiger Aufbau mit seitlich angesetzten Engeln. Von den Figuren an den Pfeilern bemerkenswert Anna Selbdritt, um 1500. Jehmlich-Orgel, 1949, das Gehäuse in barocken Formen. Neben der Kirche Administratur, 1755, schlichter Bau mit zwei Geschossen und Mittelrisalit, an den Seitenflügeln zwischen den Fenstern Nischen mit Heiligenfiguren, über der Haustür Sandsteintafel mit dem Wappen der Äbtissin des Klosters Marienstern, Cordula Sommer.